# José Luis Asaresi
José Luis "Sartén" Asaresi (Junín, Argentina, 7 de mayo de 1958 - Ginebra, Suiza, 2 de noviembre de 2011) fue un guitarrista y compositor de rock argentino.

## Biografía
Asaresi nació en Junín, pero se crio en Venado Tuerto (Santa Fe). Su apodo se debe a una muletilla en la que el mismo explicaba en reportajes de la prensa; por lo rompehuevos que soy. Ya en su adolescencia comenzó a tocar guitarra y teclados en diferentes bandas con amigos del colegio en Venado Tuerto, donde ya aparecían nombres como el de Jota Morelli. Tocó la batería en la segunda formación del grupo Thelonius, pero al poco tiempo formó su propia banda con fuerte influencia a Luis Alberto Spinetta. Fue un trío, llamado Grupo, con Bocha Ruíz en batería y Julián Massaro en bajo, con el que hacían temas, principalmente, de Invisible. Luego se fue a Junín, de donde era originaria su familia, para integrar el grupo Espectros, su primera experiencia semiprofesional donde era guitarrista, arreglador y programador.
En el año 1982 finalmente decide instalarse en Buenos Aires, y su primera banda fue Suéter, junto a Miguel Zavaleta; en donde reemplaza a Jorge Minissale y graba con la banda el disco Misión ciudadano I (1987). Después de trabajar como músico sesionista y llevar adelante su propio proyecto Sarten System (con el que grabó un único casete a comienzos de los años 1990, Hoy por hoy), Asaresi decidió irse a Europa hacia el año 1992. Se radicó en varias ciudades de España e Italia y se instaló finalmente en Ginebra, Suiza, donde vivió dos décadas.
Asaresi trabajó para diversos artistas nacionales como Luis Alberto Spinetta, Pedro Aznar, Juan Carlos Baglietto, Horacio Fontova, Rubén Rada, Nacha Guevara, Mezo Bigarrena, y Suéter. Su última grabación para Argentina fue con Spinetta en el álbum Un mañana (2008), en cual grabó un solo de guitarra para el tema «Mi elemento».
José Luis Asaresi murió a los 53 años en Ginebra, Suiza; el 2 de noviembre de 2011 aquejado por un cáncer.